# San Bartolomé de la Torre (kommunhuvudort)
San Bartolomé de la Torre är en kommunhuvudort i Spanien.   Den ligger i provinsen Provincia de Huelva och regionen Andalusien, i den sydvästra delen av landet, 400 km sydväst om huvudstaden Madrid. San Bartolomé de la Torre ligger 130 meter över havet och antalet invånare är 2 981.
Terrängen runt San Bartolomé de la Torre är platt, och sluttar österut. Runt San Bartolomé de la Torre är det ganska glesbefolkat, med 31 invånare per kvadratkilometer. Närmaste större samhälle är Gibraleón, 14,3 km sydost om San Bartolomé de la Torre. Trakten runt San Bartolomé de la Torre består till största delen av jordbruksmark.